# هيموفيليا ج
هيموفيليا ج (بالإنجليزية: Haemophilia C)‏ (والمعروفة أيضا باسم عوز طليعة ثرومبوبلاستين البلازما أو متلازمة روزينثال) هي شكل بسيط من الهيموفيليا التي تصيب كلا الجنسين، وذلك بسبب نقص العامل الحادي عشر، وتحدث في الغالب في يهود أشكناز. وهو رابع اضطرابات التخثر الأكثر شيوعا بعد مرض فون ويلبراند وهيموفيليا أ وب. وفي الولايات المتحدة، يعتقد أن هيموفيليا ج تصيب 1 من كل 100,000 من السكان البالغين.

## الأعراض
على عكس الأفراد الذين يعانون من هيموفيليا أ وب، لا يكون لدى هؤلاء المرضى نزف عفوي. وفي هذه الحالات، غالبا ما يحدث النزف بعد عملية جراحية كبرى أو رضة. ومع ذلك، فإن الأشخاص المتضررين من هيموفيليا ج قد يعانون من أعراض قريبة من أشكال الهيموفيليا الأخرى، مثل ما يلي:
- نزيف عن طريق الفم.
- نزيف من الأنف.
- دم في البول.
- نزف تال للوضع
- نزف في اللوزة

## السبب

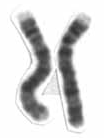
كروموسوم 4

تنتج هيموفيليا ج عن نقص عامل التخثر الحادي عشر، وتتميز عن هيموفيليا أ وب بأنها لا تؤدي إلى نزيف في المفاصل. وعلاوة على ذلك، فالجين المسؤول عن وراثة المرض هو جين متنحي يقع على الصبغي 4 (بالقرب من جين بريكاليكرين)، ولكنه ليس متنحي تماما، حيث يعاني الأفراد متبايني الزيجوت أيضا من زيادة النزف.
توجد العديد من الطفرات، ولا يتأثر خطر النزف دائما بشدة نقص العامل الحادي عشر. ويتم تطوير هيموفيليا ج في بعض الأحيان في الأفراد الذين يعانون من الذئبة الحمامية الشاملة؛ بسبب مثبطات بروتين العامل الحادي عشر.

## التشخيص
يتمحور تشخيص هيموفيليا ج (نقص العامل الحادي عشر) على زمن الثرومبوبلاستين الجزئي المطول، وانخفاض العامل الحادي عشر في الجسم.

### التشخيص التفريقي
من التشخيصات التفريقية التي يجب وضعها في الاعتبار: نقص عامل الثامن، ومضاد التخثر الذئبي، والتلوث بالهيبارين.

## العلاج

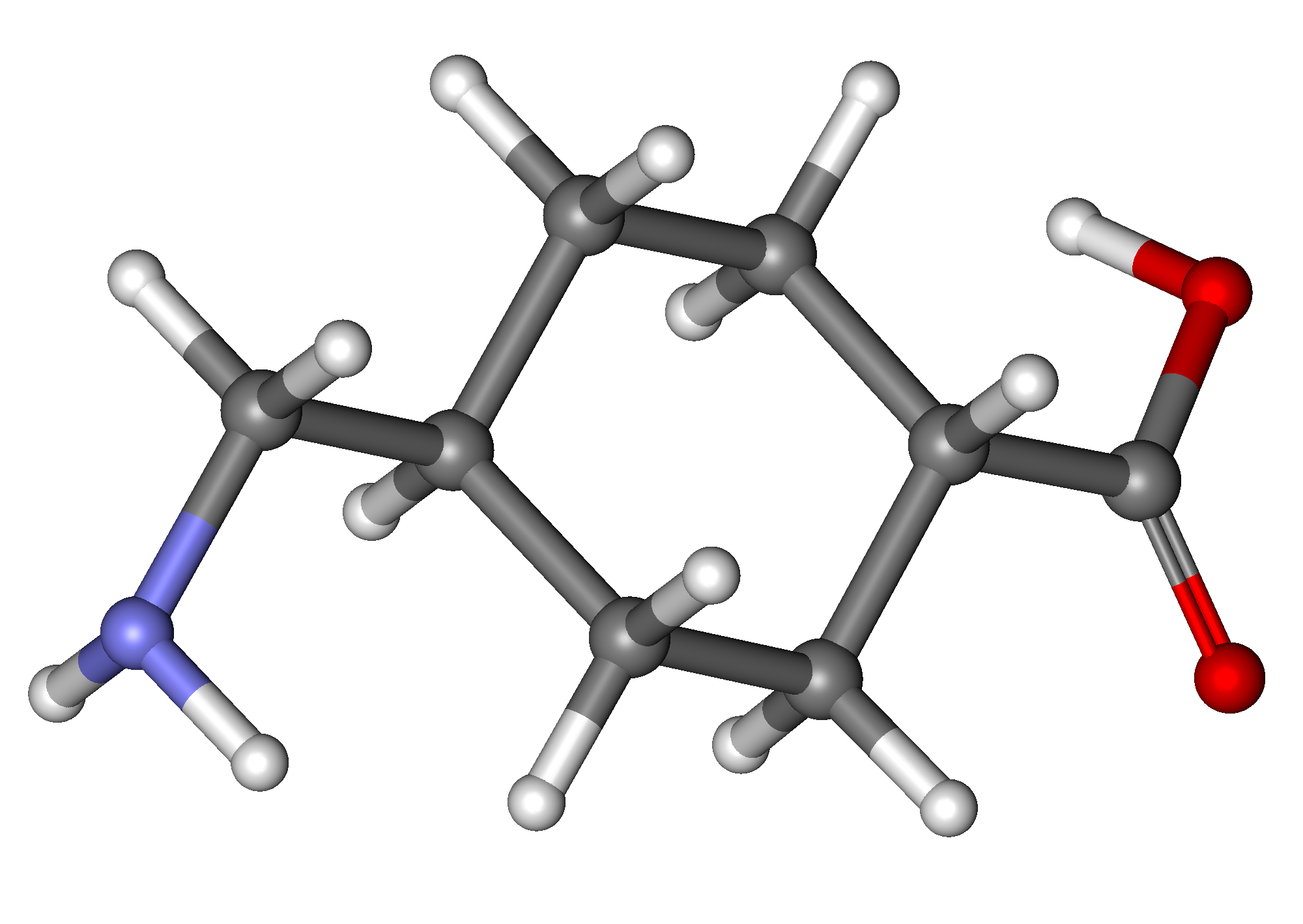
سيكلوكابرون (حمض الترانيكساميك)

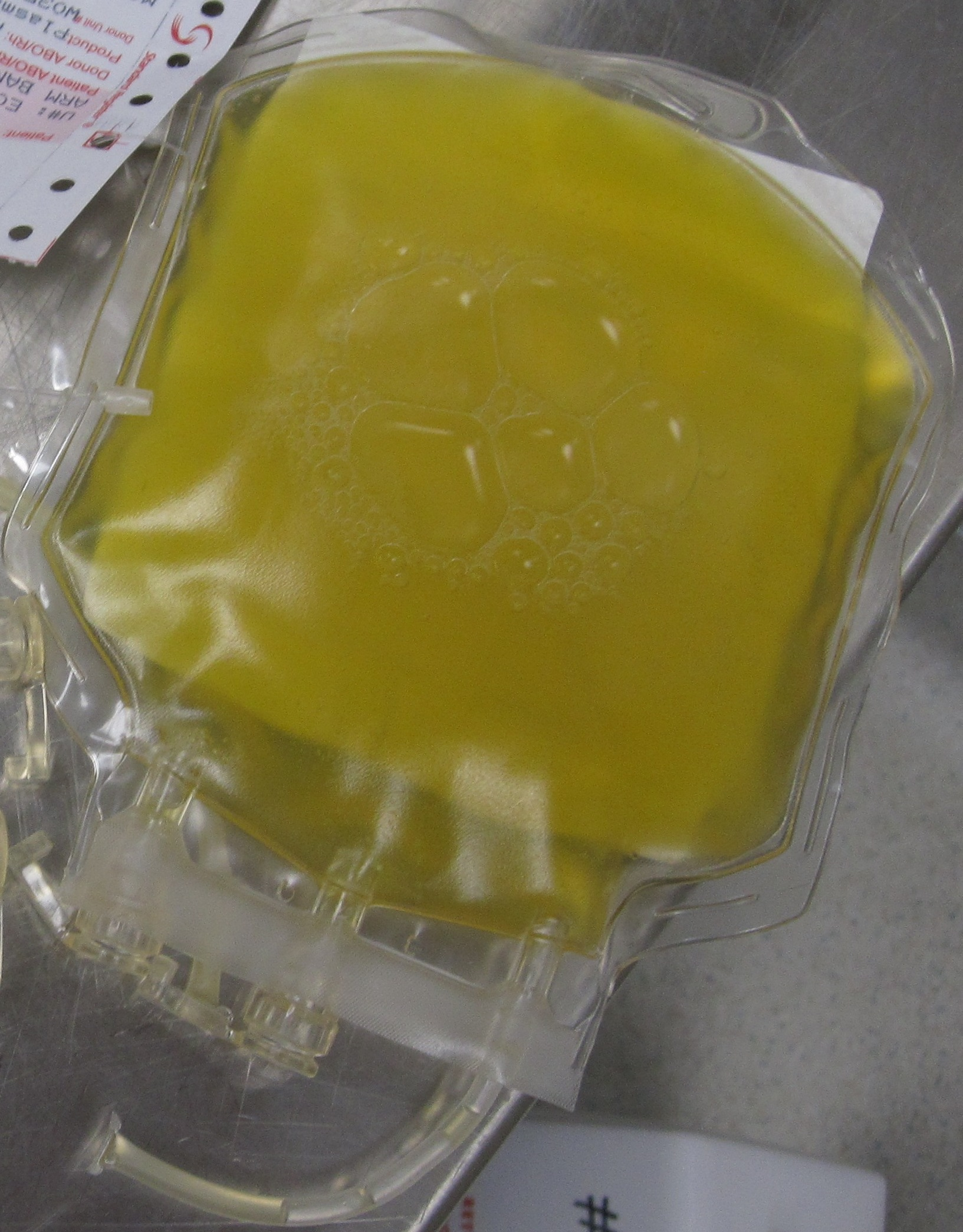
بلازما متجمدة جديدة

غالبا ما يستخدم سيكلوكابرون لكل من العلاج بعد حدوث النزف وأيضا كتدبير وقائي لتجنب النزف المفرط خلال جراحة الفم.
وعادة ما يكون العلاج غير ضروري، إلا فيما يتعلق بالعمليات، ومن ثَم هناك العديد من المرضى المصابين بهذه الحالة ولا علم لهم بها. وفي هذه الحالات، يمكن استخدام البلازما المتجمدة الجديدة أو العامل الحادي عشر معاد التركيب، ولكن إذا لزم الأمر فقط.
وقد يعاني المصابون في كثير من الأحيان من نزيف في الأنف، بينما قد تعاني الإناث من نزيف حيض غير عادي، والذي يمكن تجنبه عن طريق استخدام وسائل تحديد النسل، مثل: اللوالب وأدوية منع الحمل عن طريق الفم أو عن طريق الحقن؛ لزيادة قدرة التخثر عن طريق تعديل الهرمونات إلى مستويات مماثلة للحمل.